# 1×10 Fujimiya Jūtakako wa Natsukanai
1×10 Fujimiya Jūtakako wa Natsukanai (1×10 藤宮十貴子は懐かない) es una novela ligera escrita por Daisuke Suzuki e ilustrada por PANDA. En septiembre del 2009 el primer volumen fue publicado en Fujimi Fantasia Bunko de Fujimi Shobo.

## Sinopsis
Tianma Ichijō es un chico inútil aletargado de escuela secundaria, un día se estaba muriendo por lesiones graves. Fue ayudado por la joven autoproclamada bruja bonita Jūtakako Fujimiya, salvándolo por poco. Desde ese día, Tianma comenzó a vivir una vida extraña con Jūtakako.

## Personajes
Tianma Ichijō (一条 天馬 Ichijou Tianma)
El protagonista de la historia. Es un estudiante de segundo año de la academia Hoshikuni.
Jūtakako Fujimiya (藤宮 十貴子 Fujimiya Juutakako)
Una estudiante de primer año de la academia Hoshikuni. Tiene excelentes calificaciones, puede hacer cualquier deporte, es hermosa, es rica, y todo el mundo la considera muy amable. Además, es una bruja ingeniosa con la magia.
Yūtarō Sawaki (沢木 悠太郎 Sawaki Yuutarou)
El amigo de la infancia de Tianma, siendo también un amigo cercano de él.
Colette la=Salle (コレット・ラ＝サール Koretto ra=Saaru)
Una bruja y la rival de Jūtakako.
Yamada-san (山田さん)
La sirvienta de Jūtakako.
Sorako Fujimiya (藤宮 空子 Fujimiya Sorako)
La hermana de Jūtakako.

## Novela ligera

### Lista de volúmenes
| Núm. | Fecha de publicación | ISBN                   |
| ---- | -------------------- | ---------------------- |
| 1    | Septiembre del 2009  | ISBN 978-4-8291-3445-0 |
| 2    | Enero del 2010       | ISBN 978-4-8291-3482-5 |
| 3    | Abril del 2010       | ISBN 978-4-8291-3513-6 |
| 4    | Agosto del 2010      | ISBN 978-4-8291-3556-3 |
| 5    | Febrero del 2011     | ISBN 978-4-8291-3613-3 |

- Datos: Q11186333